# Polideportivo de Ipurúa

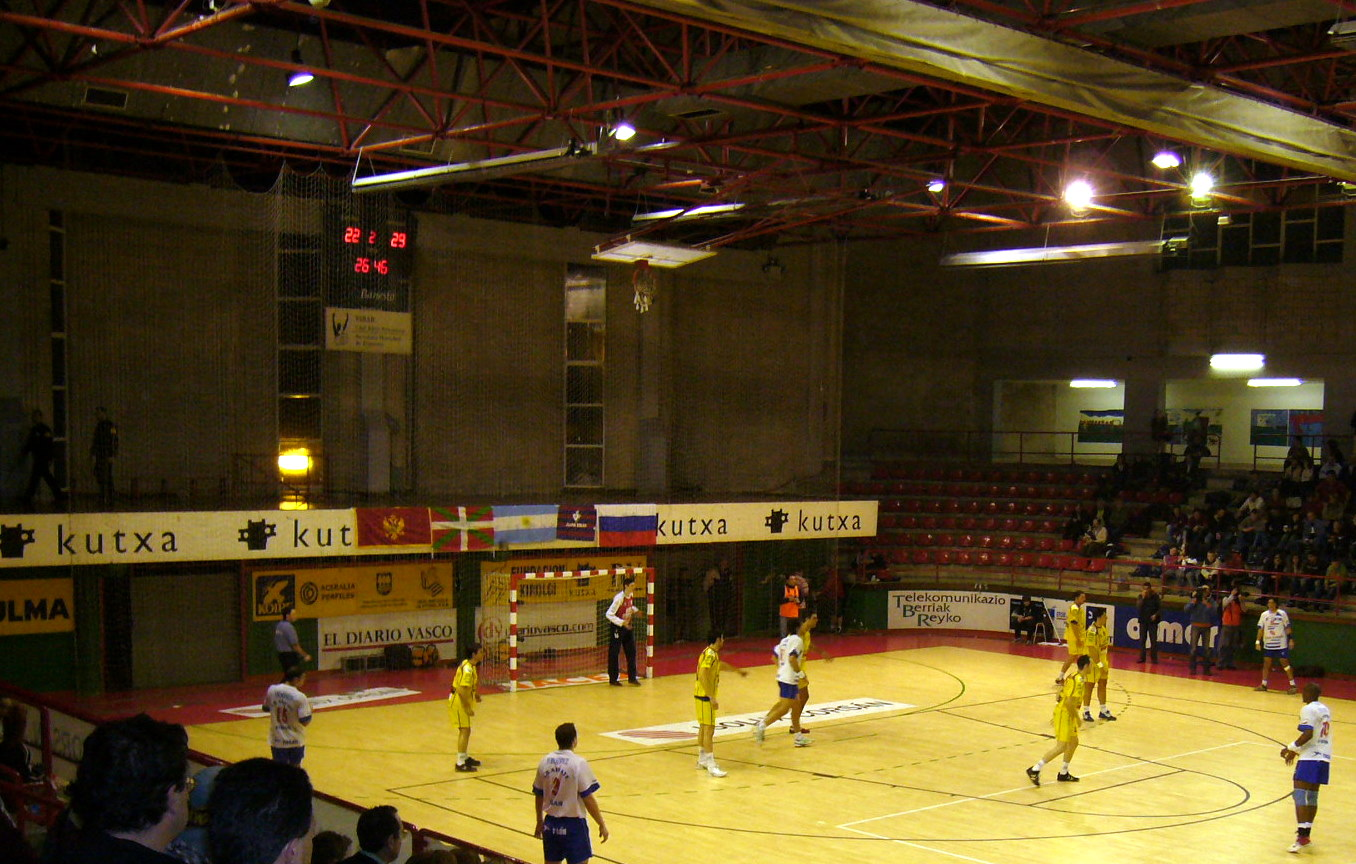
Interior del Polideportivo de Ipurúa durante un partido entre la Juventud Deportiva Arrate y el Club Balonmano Valladolid en 2007.

Polideportivo de Ipurúa, recinto deportivo sito en la ciudad guipuzcoana de Éibar (País Vasco, España).

## Complejos deportivos

### Polideportivo Ipurúa
- Situado en la parte alta de la localidad, a escasos metros del Estadio Municipal de Ipurúa y junto al Convento de la Concepción.

- Se inauguró la primera parte, el 2 de noviembre de 1982, después de más de una década de obras por problemas de financiación. Para su inauguración se celebró un partido de balonmano el día de Navidad entre la Selección de Euskadi y Yugoslavia. Desde entonces el equipo de balonmano Juventud Deportiva Arrate vendría a jugar todos los partidos en esta cancha, así como el resto de agrupaciones deportivas de la localidad.[1]

- En 1985 se completó con las piscinas cubiertas y la segunda planta del edificio (pista verde y frontón).

- En agosto de 1989 se inauguraron las piscinas descubiertas, al lado del polideportivo.

### Complejo Deportivo de Unbe
En septiembre de 1997 se inauguró en Complejo Deportivo de Unbe que aumenta la oferta deportiva de la localidad. En ella se encuentra:
- Pista central de rugby, donde juega el Eibar Rugby Taldea, con hierba natural que también utiliza la Sociedad Deportiva Eibar para sus entrenamientos.
- Vestuarios y áreas de gimnasio.
- 2 campos de fútbol de hierba artificial.

### Espacio Deportivo Orbea
En 2009 se abre un pequeño recinto deportivo en el barrio de Urkizu, zona baja de la localidad.

### Frontón Astelena
En 2006 el ayuntamiento adquirió el frontón, hasta entonces era privado.